# Bolchoï tchelovek
Pour plus de détails, voir Fiche technique et Distribution.
Bolchoï tchelovek (Большой человек) est un film perdu russe réalisé par Alexandre Drankov et Nikolaï Arbatov, sorti en 1908. Le sujet est adapté de la pièce éponyme de Iossif Kolychko.

## Fiche technique
- Réalisation : Alexandre Drankov, Nikolaï Arbatov
- Photographie : Alexandre Drankov, Lev Drankov, Nikolaï Kozlovski
- Format : noir et blanc
- Sortie : 1908